# Pelmatosphaera
Pelmatosphaera is een geslacht in de taxonomische indeling van de Orthonectida. Deze minuscule parasieten hebben geen weefsels of organen en bestaan uit slechts enkele tientallen cellen.
Het organisme behoort tot de familie Pelmatosphaeridae. Pelmatosphaera werd in 1904 beschreven door Caullery & Mesnil.